# Louis-Philippe Audet
Pour les articles homonymes, voir Audet.
Louis-Philippe Audet est un historien et professeur québécois né le 16 novembre 1903 à Sainte-Marie en Beauce et décédé en 1981.

## Biographie
Il fait ses études de pédagogie à l'Université de Montréal et à l'Université Laval.
Il est ensuite professeur à l'Université Laval ainsi qu'à l'Université de Montréal.

## Œuvre
- Le Frère Marie-Victorin, éducateur. Ses idées pédagogiques, 1942
- Où mène le cours primaire de la Province de Québec ?, 1948
- La Cité des animaux, 1956
- Le Système scolaire du Québec. Organisation et fonctionnement, 1967
- Histoire de l'enseignement au Québec 1608-1971, 1971

## Honneurs
- 1956 : Membre de la Société royale du Canada
- 1959 : Société des Dix
- 1966 : Médaille Pierre-Chauveau